# Albertine Sarrazin
Albertine Sarrazin, född 17 september 1937 i Algeriet, död 10 juli 1967, var en algerisk-fransk författare främst känd för sin delvis självbiografiska roman Astragal. Hon skrev Astragal medan hon satt i fängelse för väpnat rån i Fresnes. Boken har fått kultstatus, och nyutgavs 2014 på engelska med ett förord av Patti Smith. Den nyöversattes även till svenska 2015.
Sarrazin föddes i Algeriet. Hon lämnades till socialtjänsten, och adopterades till en familj i Aix-en-Provence. Hon levde ett tufft liv med prostitution och kriminalitet. Samtidigt var hon mycket intresserad av konst och litteratur. Hon dog enbart 29 år gammal i sviterna av en misslyckad njuroperation.
I en recension i Svenska Dagbladet placerar Margit Richert Sarrazin bland författare som Marguerite Duras (med romanen Älskaren) och Françoise Sagan (med romanen Bonjour Tristesse), och konstaterar att de bidrar till att "Frankrike torde vara ett av världens främsta exportländer av frihetstörstande kvinnoporträtt."